# Bannerod
Bannerod ist ein Ortsteil der Gemeinde Grebenhain im mittelhessischen Vogelsbergkreis. Das Dorf liegt auf dem Ostplateau des Hohen Vogelsberges in einer Höhe von 415 m ü. NN. Durch das Dorf fließt die Lüder, in deren Tal es sich befindet.

## Ortsgeschichte

### Mittelalter
Bannerod entstand vermutlich zwischen 1000 und 1200 im Zusammenhang mit der zunehmenden Rodung und dem Landesausbau im Vogelsberggebiet während des hohen Mittelalters. Die älteste bekannte Erwähnung erfolgte im Jahr 1418 in der mhd. Form „Benrode“ in einem Kopiar fuldischer Ämter. Dort findet sich ein Weistum des Gerichts Schlechtenwegen von 1418 über Fischereirechte in der Lüder.
1526 wird der Ort als „Banrodt“ erwähnt. Die sehr spät beginnende Überlieferung für Bannerod macht eine Deutung des Ortsnamens unmöglich. Als Ursprung kann vielleicht der Rufname Benno angenommen werden.
Der Ort gehörte zum Besitz des Klosters Fulda und gelangte als Lehen im Spätmittelalter in den Besitz benachbarter Rittergeschlechter wie der Grafen von Schlitz und ab 1428 der Riedesel. Bis zum Ende des Heiligen Römischen Reiches Deutscher Nation und der Mediatisierung im Jahr 1806 war Bannerod Teil der reichsfreien Ritterschaftsherrschaft der Riedesel und gehörte zum Gericht Schlechtenwegen.

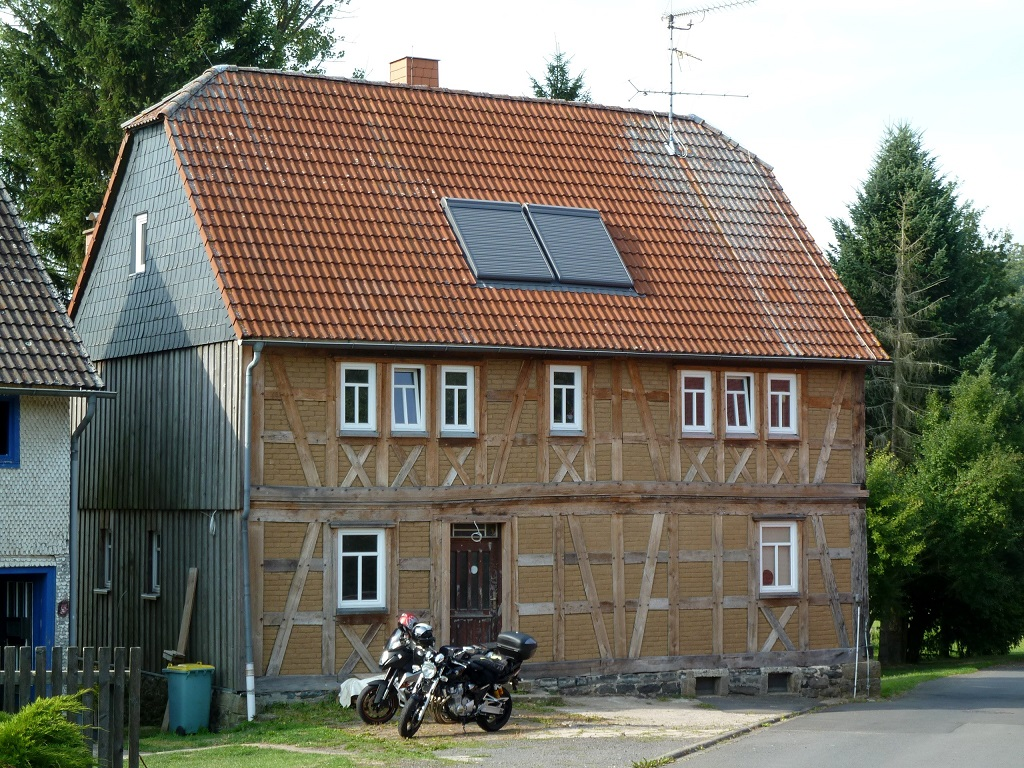
Altes Schulhaus in Bannerod, 2013

### Neuzeit
Die Banneröder Kinder besuchten zunächst die 1540 entstandene Pfarrschule in Nieder-Moos, bis dann zu Beginn des 18. Jahrhunderts eine eigene Schule eingerichtet wurde. Das noch heute erhaltene alte Schulhaus in Fachwerkbauweise wurde 1808 erbaut.
Im 16. Jahrhundert besaß das Kloster Neuenberg Zinseinkünfte in den Dörfern Steinfurt, Heistorff, Windischmess, Benrod (Bannerod), Weidenau und Schlirf, welche der Fuldaer Fürstabt Johann III. von Henneberg-Schleusingen in mehreren Briefen an alle Riedesel zu Eisenbach anforderte. Das Kloster war während der Bauernkriege 1525 geplündert und zerstört worden, sodass man wohl glaubte, dass die Zinszahlungen nun nicht mehr erforderlich waren.
1680 wurde der Sitz des für Bannerod zuständigen riedeselischen Gerichts Schlechtenwegen nach Altenschlirf verlegt. Aber bereits am 15. Januar 1532 wurde Heinz Rinzel als Zeuge in einem Weistum des Gerichts Altenschlirf genannt.
Nach Jahrhunderten riedeselischer Herrschaft kam Bannerod 1806 zum Großherzogtum Hessen. Bis zur Revolution von 1848 verblieben den Riedesel jedoch als Standesherren die Gerichts- und Polizeihoheit sowie die Aufsicht über Kirche und Schule. 1817 wurde das Banneröder Flurbuch aufgestellt. Nach dem Inkrafttreten der neuen hessischen Gemeindeordnung 1821 wurde die überkommene riedeselische Gerichtsorganisation abgeschafft und das Gericht Altenschlirf aufgelöst. An die Stelle des bisherigen Schultheißen trat ein gewählter Bürgermeister. Die Gemeinde Bannerod bildete mit der Nachbargemeinde Vaitshain sowie ab 1887 außerdem noch mit Nösberts und Weidmoos einen Bürgermeistereiverband mit einem gemeinsamen Bürgermeister. Dieser Verband bestand bis 1908, als alle genannten Gemeinden einen eigenen Bürgermeister erhielten.
Im 19. Jahrhundert war das Leben in Bannerod zeitweise von großer Armut geprägt, da die häusliche Leinweberei aufgrund der industriellen Konkurrenz zusammengebrochen und die Landwirtschaft vom Kleinbauerntum geprägt war. Vor allem aufgrund der Auswanderung nach Nordamerika ging die Bevölkerung nach 1850 von 195 auf 152 und damit um mehr als ein Fünftel zurück.
1911 erfolgte der Bau der Wasserleitung, 1923 der Anschluss an das Stromnetz des Überlandwerks Oberhessen. 1967 wurde ein neuer Trinkwasser-Hochbehälter erbaut und 1969 in der Gemarkung Bannerod eine Flurbereinigung durchgeführt.
Im Ersten Weltkrieg hatte Bannerod 11 Gefallene und 3 Vermisste zu beklagen. Im Zweiten Weltkrieg fielen 8 gebürtige Banneröder als Soldaten. Die nach dem Krieg nach Bannerod gekommenen Evakuierten und Heimatvertriebenen verloren zwei Angehörige als Gefallene.
Die einklassige Volksschule im Ort wurde im Jahr 1966 infolge der Schulreform in Hessen zugunsten der neuen Mittelpunktschule (Oberwaldschule) in Grebenhain geschlossen.
Nach dem Inkrafttreten der Gebietsreform erfolgten 1976 der Bau des Feuerwehrhauses und 1986 der Bau einer Kläranlage.
Hessische Gebietsreform (1970–1977)
Im Zuge der Gebietsreform in Hessen fusionierte die Gemeinde Bannerod mit zehn benachbarten Gemeinden zum 31. Dezember 1971 freiwillig  zur neuen Großgemeinde Grebenhain. Seit dem 1. August 1972 gehört der Ort außerdem zum damals neugebildeten Vogelsbergkreis. Für die eingegliederten Gemeinden von Grebenhain wurden je ein Ortsbezirk mit Ortsbeirat und Ortsvorsteher nach der Hessischen Gemeindeordnung gebildet.

### Verwaltungsgeschichte im Überblick
Die folgende Liste zeigt die Staaten und Verwaltungseinheiten, denen Bannerod angehört(e):
- vor 1803: Heiliges Römisches Reich, Gericht Altenschlirf der Freiherren von Riedesel zu Eisenbach (Mannlehen des Fürstbistum Fulda)
- ab 1806: Großherzogtum Hessen (Souveränitätslande),[Anm. 2] Fürstentum Oberhessen, Gericht Altenschlirf[12]
- ab 1815: Großherzogtum Hessen (Souveränitätslande), Provinz Oberhessen, Amt Altenschlirf[13]
- ab 1821: Großherzogtum Hessen, Provinz Oberhessen, Landratsbezirk Herbstein[Anm. 3]
- ab 1825: Großherzogtum Hessen, Provinz Oberhessen, Landratsbezirk Lauterbach
- ab 1848: Großherzogtum Hessen, Regierungsbezirk Alsfeld
- ab 1852: Großherzogtum Hessen, Provinz Oberhessen, Kreis Lauterbach
- ab 1867: Norddeutscher Bund, Großherzogtum Hessen, Provinz Oberhessen, Kreis Lauterbach
- ab 1871: Deutsches Reich, Großherzogtum Hessen, Provinz Oberhessen, Kreis Lauterbach
- ab 1918: Deutsches Reich, Volksstaat Hessen, Provinz Oberhessen, Kreis Lauterbach
- ab 1938: Deutsches Reich, Volksstaat Hessen, Landkreis Lauterbach[14][Anm. 4]
- ab 1945: Deutsches Reich, Amerikanische Besatzungszone,[Anm. 5] Groß-Hessen, Regierungsbezirk Darmstadt, Landkreis Lauterbach
- ab 1946: Deutsches Reich, Amerikanische Besatzungszone, Hessen, Regierungsbezirk Darmstadt, Landkreis Lauterbach
- ab 1949: Bundesrepublik Deutschland, Hessen, Regierungsbezirk Darmstadt, Landkreis Lauterbach
- ab 1972: Bundesrepublik Deutschland, Hessen, Regierungsbezirk Darmstadt, Vogelsbergkreis, Gemeinde Grebenhain
- ab 1981: Bundesrepublik Deutschland, Hessen, Regierungsbezirk Gießen, Vogelsbergkreis, Gemeinde Grebenhain

### Recht

#### Materielles Recht
In Bannerod galten die Riedesel’schen Verordnungen als Partikularrecht. Das Gemeine Recht galt nur, soweit diese Verordnungen keine Bestimmungen enthielten. Dieses Sonderrecht behielt theoretisch seine Geltung auch während der Zugehörigkeit zum Großherzogtum Hessen im 19. Jahrhundert, in der gerichtlichen Praxis wurden aber nur noch einzelne Bestimmungen angewandt. Das Partikularrecht wurde zum 1. Januar 1900 von dem einheitlich im ganzen Deutschen Reich geltenden Bürgerlichen Gesetzbuch abgelöst.

#### Gerichtsverfassung seit 1803
In der Landgrafschaft Hessen-Darmstadt wurde mit Ausführungsverordnung vom 9. Dezember 1803 das Gerichtswesen neu organisiert. Für die Provinz Oberhessen wurde das Hofgericht Gießen als Gericht der zweiten Instanz eingerichtet. Die Rechtsprechung der ersten Instanz wurde durch die Ämter bzw. Standesherren vorgenommen und somit war für Bannerod ab 1806 das „Riedeselsche Patrimonialgericht Altenschlirf“ zuständig. Die Aufgaben der ersten Instanz wurden 1821 im Rahmen der Trennung von Rechtsprechung und Verwaltung auf die neu geschaffenen Landgerichte übertragen. „Landgericht Altenschlirf“ war daher von 1821 bis 1853 die Bezeichnung für das erstinstanzliche Gericht in Altenschlierf, das für Bannerod zuständig war. Im Jahr 1853 erfolgte die Verlegung des Landgerichts nach Herbstein.
Anlässlich der Einführung des Gerichtsverfassungsgesetzes mit Wirkung vom 1. Oktober 1879, infolge derer die bisherigen großherzoglichen Landgerichte durch Amtsgerichte an gleicher Stelle ersetzt wurden, während die neu geschaffenen Landgerichte nun als Obergerichte fungierten, kam es zur Umbenennung in Amtsgericht Herbstein und Zuteilung zum Bezirk des Landgerichts Gießen. Ab 1943 wurde das Amtsgericht Herbstein nur noch als Zweigstelle des Amtsgerichts Lauterbach betrieben, bevor es 1968 endgültig aufgelöst und dem Amtsgerichtsbereich Lauterbach zugewiesen wurde.

## Bevölkerung

### Einwohnerstruktur 2011
Nach den Erhebungen des Zensus 2011 lebten am Stichtag dem 9. Mai 2011 in Bannerod 120 Einwohner. Darunter waren keine Ausländer. Nach dem Lebensalter waren 18 Einwohner unter 18 Jahren, 48 zwischen 18 und 49, 30 zwischen 50 und 64 und 27 Einwohner waren älter. Die Einwohner lebten in 45 Haushalten. Davon waren 6 Singlehaushalte, 21 Paare ohne Kinder und 15 Paare mit Kindern, sowie 3 Alleinerziehende und keine Wohngemeinschaften. In 9 Haushalten lebten ausschließlich Senioren und in 27 Haushaltungen lebten keine Senioren.

### Einwohnerentwicklung
| Bannerod: Einwohnerzahlen von 1834 bis 2020 | Bannerod: Einwohnerzahlen von 1834 bis 2020 | Bannerod: Einwohnerzahlen von 1834 bis 2020 | Bannerod: Einwohnerzahlen von 1834 bis 2020 | Bannerod: Einwohnerzahlen von 1834 bis 2020 |
| --- | ------------------------------------------- | ------------------------------------------- | ------------------------------------------- | ------------------------------------------- |
| Jahr |                                             |                                             |                                             | Einwohner                                   |
| 1834 | 1834                                        |                                             | 190                                         | 190                                         |
| 1840 | 1840                                        |                                             | 180                                         | 180                                         |
| 1846 | 1846                                        |                                             | 169                                         | 169                                         |
| 1852 | 1852                                        |                                             | 152                                         | 152                                         |
| 1858 | 1858                                        |                                             | 186                                         | 186                                         |
| 1864 | 1864                                        |                                             | 204                                         | 204                                         |
| 1871 | 1871                                        |                                             | 172                                         | 172                                         |
| 1875 | 1875                                        |                                             | 171                                         | 171                                         |
| 1885 | 1885                                        |                                             | 165                                         | 165                                         |
| 1895 | 1895                                        |                                             | 195                                         | 195                                         |
| 1905 | 1905                                        |                                             | 199                                         | 199                                         |
| 1910 | 1910                                        |                                             | 178                                         | 178                                         |
| 1925 | 1925                                        |                                             | 176                                         | 176                                         |
| 1939 | 1939                                        |                                             | 174                                         | 174                                         |
| 1946 | 1946                                        |                                             | 236                                         | 236                                         |
| 1950 | 1950                                        |                                             | 211                                         | 211                                         |
| 1956 | 1956                                        |                                             | 164                                         | 164                                         |
| 1961 | 1961                                        |                                             | 156                                         | 156                                         |
| 1967 | 1967                                        |                                             | 161                                         | 161                                         |
| 1970 | 1970                                        |                                             | 166                                         | 166                                         |
| 1980 | 1980                                        |                                             | ?                                           | ?                                           |
| 1990 | 1990                                        |                                             | ?                                           | ?                                           |
| 2000 | 2000                                        |                                             | ?                                           | ?                                           |
| 2011 | 2011                                        |                                             | 120                                         | 120                                         |
| 2015 | 2015                                        |                                             | 119                                         | 119                                         |
| 2020 | 2020                                        |                                             | 117                                         | 117                                         |
| Datenquelle: Historisches Gemeindeverzeichnis für Hessen: Die Bevölkerung der Gemeinden 1834 bis 1967. Wiesbaden: Hessisches Statistisches Landesamt, 1968. Weitere Quellen: ; Gemeinde Grebenhain: webarchiv; Zensus 2011 |                                             |                                             |                                             |                                             |

### Religion
Ursprünglich gehörte Bannerod zu dem 1011 gegründeten Kirchspiel Crainfeld. 1524 wurden die im Gebiet der Riedesel zu Eisenbach gelegenen Dörfer im Mooser Grund von der auf hessischem Gebiet stehenden Mutterkirche in Crainfeld abgetrennt und ein eigenständiges Kirchspiel Nieder-Moos wurde gebildet. Zu ihm gehört Bannerod bis heute. 1528 führten die Riedesel im Kirchspiel Nieder-Moos die Reformation ein. Bis 1945 war Bannerod daher rein evangelisch. Noch im Jahre 1961 waren alle 156 Einwohner evangelisch. Eine eigene Kirche besaß das Dorf nie.

## Politik
Ortsvorsteherin von Bannerod ist Anja Gärtner (Stand 2021).

## Kultur und Sehenswürdigkeiten

### Vereine
In Bannerod existieren folgende Vereine (Gründungsjahre in Klammern):
- Obst- und Gartenbauverein Bannerod (1897)
- Freiwillige Feuerwehr Bannerod (1934)
- Club 13 Bannerod (1981)

### Baudenkmäler

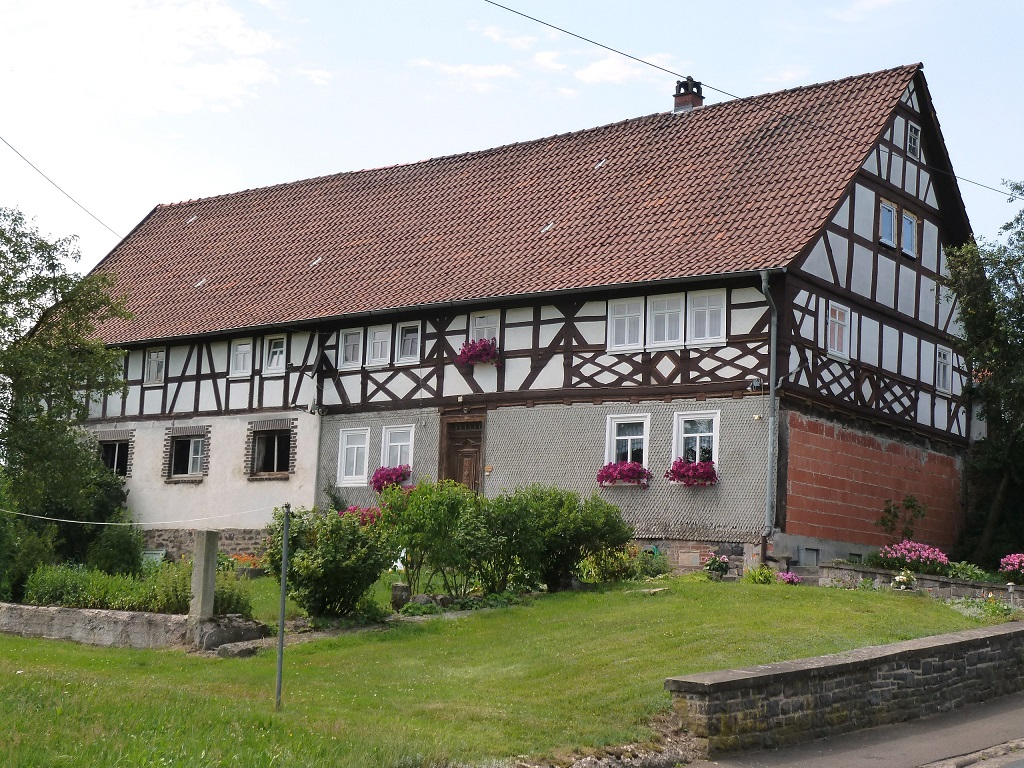
Fachwerkhaus Lüdertalstraße 1

Wie nahezu alle Vogelsbergdörfer bis in die Zeit des Wirtschaftswunders war Bannerod ausschließlich durch Fachwerk-Bauernhäuser in der Form des regionaltypischen Vogelsberger Einhauses geprägt. Diese wurden jedoch seither größtenteils modern überformt oder durch Neubauten ersetzt.
Hervorzuheben ist das wahrscheinlich um 1700 erbaute Fachwerkhaus Lüdertalstraße 1. Ebenfalls ein Fachwerkbau ist die 1808 erbaute ehemalige Dorfschule, deren Glockenturm jedoch nach Ende des Schulbetriebs entfernt wurde.

## Wirtschaft und Infrastruktur

### Wirtschaftsstruktur
Noch bis zum Zweiten Weltkrieg war Bannerod, wie die meisten anderen Vogelsbergdörfer, ein vorwiegend von der Landwirtschaft und vom Handwerk geprägtes Dorf. Noch im Jahr 1959 gliederte sich die wirtschaftliche Struktur der Ortsbevölkerung zu 85 % in den Bereich Land- und Forstwirtschaft, zu 10,8 % in den Bereich Industrie und Handwerk und zu 4,2 % in den Bereich Handel und Verkehr.
Bis 1849 hatte Bannerod eine Gemeindewirtschaft. Erst danach war der Betrieb privater Gastwirtschaften gestattet. Noch in den 1970er Jahren hatte Bannerod zwei Gasthäuser.
Seit den 1950er-Jahren wandelte sich Bannerod zunehmend zu einem fast reinen Arbeitspendler-Wohnort. Im Zuge eines extremen Strukturwandels in der Landwirtschaft gaben nach und nach fast alle landwirtschaftlichen Betriebe auf. Die Ortseinwohner pendeln heute zu Arbeitsplätzen in Grebenhain oder benachbarten Gemeinden, zum Teil bis ins Rhein-Main-Gebiet.

### Verkehr
Bannerod besaß niemals einen Bahnanschluss und liegt auch an keiner überregionalen Fernstraße. Über die Kreisstraßen 90 und 91 besteht Verbindung zur Bundesstraße 275.